# Стефан Јовић
Стефан Јовић (Ниш, 3. новембар 1990) српски је кошаркаш. Игра на позицији плејмејкера, тренутно је слободан играч последње је наступао за Валенсију.
На почетку каријере наступао за краљевачку Слогу, затим за Раднички из Крагујевца након чега је у септембру 2014. прешао у Црвену звезду. Са Звездом је по три пута био освајач Јадранске лиге и првенства Србије док је два пута освојио Куп Радивоја Кораћа. Заједно са Факундом Кампацом држи рекорд Евролиге са 19 асистенција на једној утакмици. Добио је и награду за најкориснијег играча финала Јадранске лиге у сезони 2015/16. У иностранству је наступао за Бајерн Минхен, Химки, Панатинаикос, Сарагосу и Валенсију.
Са сениорском репрезентацијом Србије освојио је сребрне медаље на Светском првенству 2014, Олимпијским играма 2016., Европском првенству 2017. и на Светском првенству 2023. године.

## Клупска каријера

### Почеци
Јовић је кошарку је почео да тренира у Беопетролу из Ниша. Из Беопетрола прелази у Ергоном и са њима осваја кадетско првенство Србије и Црне Горе 2005. године. Након тога је прешао у Здравље из Лесковца. Тамо је остао годину дана, након чега се вратио у Ниш где је заиграо за КК Ниш. Помогао је клубу да уђе у Другу лигу, а те сезоне је био проглашен за најкориснијег играча првенства.
Партије које је пружио препоручиле су га да пређе у Слогу из Краљева, у којој га је прве сезоне тренирао Бојан Кусмук. У Слоги је одиграо две сезоне, а Кусмук га је препоручио свом колеги Мирославу-Мути Николићу који је у то време био тренер Радничког из Крагујевца.

### Раднички Крагујевац
У јулу 2012. је потписао уговор са Радничким из Крагујевца. Николић му је убрзо дао капитенску траку, али након само пар месеци управа Радничког ће му је одузети јер је Стефан после победе Звезде у дербију над Партизаном на друштвеним мрежама прослављао победу црвено-белих, што се управи клуба није допало. У сезони 2012/13. добио је прилику на осам мечева у АБА лиги, док је у Суперлиги Србије на седам утакмица постигао 32 поена. Наредне сезоне у регионалном такмичењу бележи просечно 4,3 поена, 2,7 асистенција и 1,4 украдене лопте за 21 минут, док пропушта завршницу и доигравање домаћег шампионата због повреде.

### Црвена звезда
У септембру 2014. је потписао трогодишњи уговор са Црвеном звездом. У црвено-белом дресу освојио је први клупски трофеј у каријери — Куп Радивоја Кораћа за 2015. годину. Након тога је у наставку сезоне 2014/15. освојио и Јадранску лигу као и Првенство Србије и тако исписао историју Црвене звезде која је по први пут освојила више од једног трофеја у сезони.
На утакмици против Бајерна у Минхену, одиграној 12. новембра 2015, Јовић је предводио свој тим до победе са само 4 поена али и 19 асистенција, чиме је тада поставио рекорд Евролиге по броју асистенција на једној утакмици. У наставку сезоне 2015/16. освојио је са клубом поново трофеј Јадранске лиге. Јовић је проглашен за најкориснијег играча финалне серије Јадранске лиге. Звезда је одбранила титулу победом над Мега Лексом са 3-0 у победама, а Јовић је имао просечан индекс корисности 15,6. У првом мечу је постигао 11 поена уз девет асистенција, у другом је имао по девет поена и проигравања, док је у трећем био на три поена уз шест асистенција. На крају сезоне са клубом је одбранио и титулу првака Србије.
Јовић је провео у Црвеној звезди и сезону 2016/17. у којој су освојена сва три домаћа трофеја.

### Иностранство
Дана 14. јула 2017. је потписао двогодишњи уговор са немачким Бајерном из Минхена. Са Бајерном је провео наредне две сезоне у којима је оба пута освојио Бундеслигу Немачке.
У јулу 2019. је потписао уговор са Химкијем. Током боравка у Химкију је имао проблема са повредама па је пропустио већи број утакмица. У другој сезони је клуб запао у финансијске проблеме након чега је Јовић затражио раскид уговора.
Дана 7. јануара 2022. је потписао уговор са Панатинаикосом до краја 2021/22. сезоне.
Сезону 2022/23. почео је без клуба али је у децембру 2022. потписао за шпанског АЦБ лигаша Сарагосу до краја сезоне. Иако је у јуну 2023. продужио уговор са Сарагосом, Јовић је након запажених партија на Светском првенству 2023. прешао у шпанског евролигаша Валенсију.

## Репрезентација
Са млађим селекцијама државног тима 2013. године је освојио сребро на Медитеранским играма и бронзу на Универзијади.
За сениорску репрезентацију Србије је дебитовао на Светском првенству 2014. у Шпанији и освојио сребрну медаљу. У девет утакмица је проводио у игри просечно 16 минута уз учинак од три поена, 2,1 скок, 1,7 асистенција и 1,33 украдене лопте, по чему је био најбољи у екипи. За два поена је шутирао 64,3% (9/14), а са линије слободних бацања 85,7% (6/7).
Са репрезентацијом је освојио и сребрну медаљу на Олимпијским играма у Рију 2016. као и на Европском првенству 2017. године.
Носио је је дрес Србије и на Светском првенству 2019. у Кини када је национални тим заузео пето место. Са репрезентацијом Србије је освојио сребрну медаљу на Светском првенству 2023 које је играно у Индонезији, Јапану и на Филипинима.
Први је кошаркаш из Ниша који је наступао за репрезентацију Србије.

## Успеси

### Клупски
- Црвена звезда:
  - Првенство Србије (3): 2014/15, 2015/16, 2016/17.
  - Јадранска лига (3): 2014/15, 2015/16, 2016/17.
  - Куп Радивоја Кораћа (2): 2015, 2017.
- Бајерн Минхен:
  - Првенство Немачке (2): 2017/18, 2018/19.
  - Куп Немачке (1): 2018.

### Репрезентативни
- Медитеранске игре:  2013.
- Универзијада:  2013.
- Светско првенство:  2014, 2023.
- Олимпијске игре:  2016.
- Европско првенство:  2017.

### Појединачни
- Најкориснији играч финала Јадранске лиге (1): 2015/16.
- Најбољи спортиста СД Црвена звезда (1): 2016.
- Идеална стартна петорка Јадранске лиге (1): 2016/17.

## Статистика
Напомена: Евролига није једино такмичење у којем је играч учествовао, играо је и у домаћим такмичењима

### Евролига
| Сезона   | Екипа         | ОУ  | СУ | МПУ  | ПШ%  | 3П%  | СБ%  | СПУ | АПУ | УПУ | БПУ | ППУ | ИПУ  |
| -------- | ------------- | --- | -- | ---- | ---- | ---- | ---- | --- | --- | --- | --- | --- | ---- |
| 2014/15. | Црвена звезда | 19  | 1  | 13.6 | .361 | .261 | .625 | 2.1 | 2.8 | 1.0 | .1  | 2.9 | 4.8  |
| 2015/16. | Црвена звезда | 27  | 22 | 23.2 | .408 | .356 | .788 | 3.0 | 5.7 | 1.2 | .1  | 7.0 | 9.7  |
| 2016/17. | Црвена звезда | 23  | 23 | 23.9 | .426 | .291 | .613 | 2.1 | 5.6 | 1.3 | .0  | 7.5 | 9.3  |
| 2018/19. | Бајерн Минхен | 23  | 17 | 21.5 | .510 | .400 | .741 | 2.4 | 4.6 | 1.3 | .0  | 8.3 | 10.2 |
| 2019/20. | Химки         | 23  | 17 | 23.4 | .576 | .532 | .618 | 1.9 | 4.2 | 1.3 | 0   | 7.6 | 10   |
| Каријера | Каријера      | 115 | 80 | 21.1 | .460 | .376 | .684 | 2.3 | 4.7 | 1.2 | .1  | 6.8 | 9.0  |